# Vik Foxx
Vik Foxx, detto Vikki (20 settembre 1964), è un batterista heavy metal statunitense noto per aver militato nella prima formazione dei Enuff Z'nuff, ma anche per aver fatto parte della band di Vince Neil, nei Warrant, Supercool, nei BulletBoys, nei The Veronicas (nonostante non sia accreditato nel debut della band The secret life of...).

## Discografia

### Con gli Enuff Z'nuff
- Enuff Z'nuff (1989)
- Strength (1991)
- Live (1998)
- Favorites (2003)

### Con Vince Neil
- Exposed (1993)
- Carved in Stone (1995)

### Altri album
- The Veronicas - The Secret Life of... (2006) [non accreditato]